# Гузік

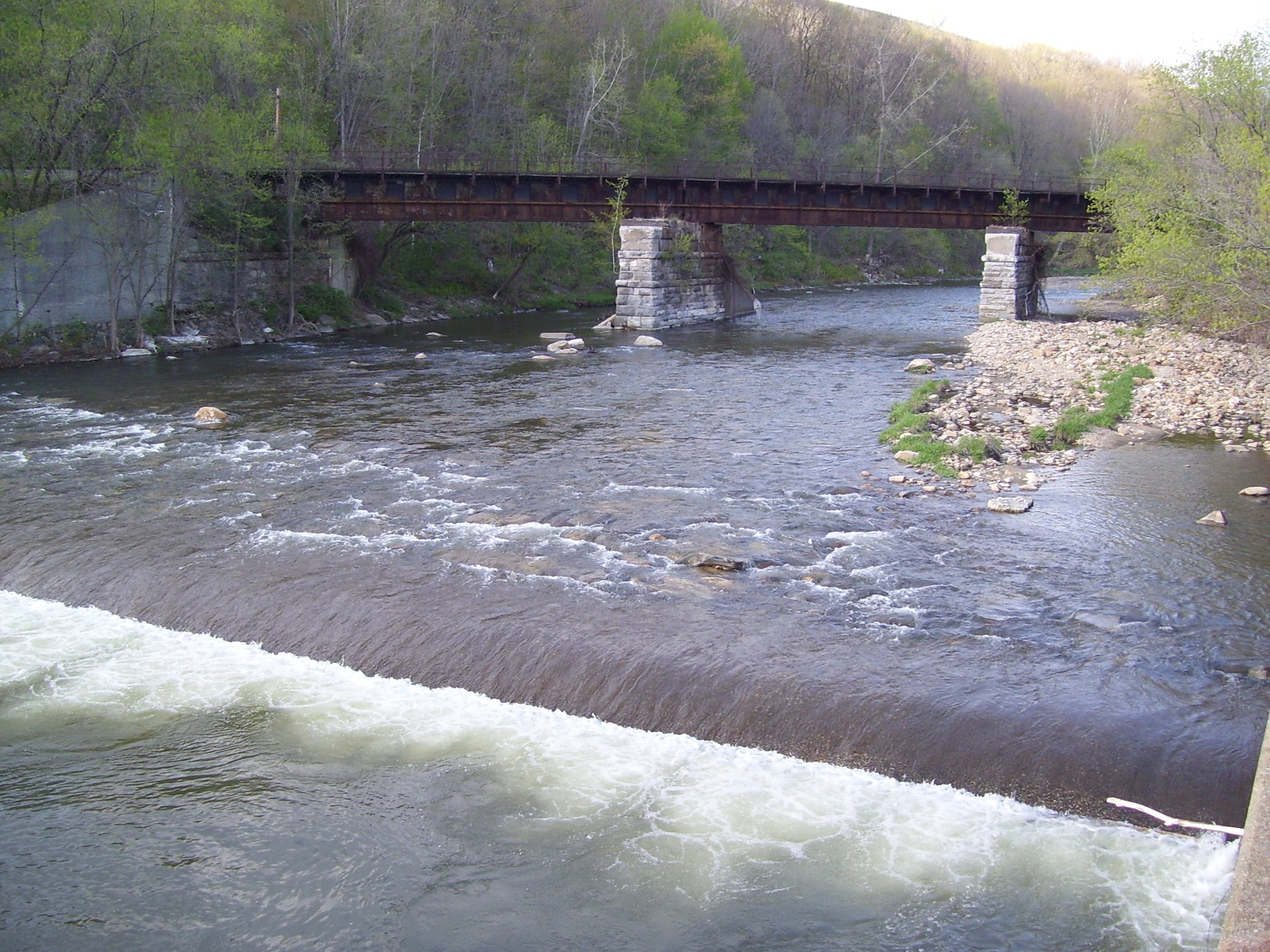
Залізничний міст після Норт-Адамса та переливна протипаводкова дамба

Гу́зік (англ. Hoosic River) у перекладі з алгонкінської означає «Місце по той бік» — річка в Сполучених Штатах Америки, ліва притока річки Гудзон. Протікає територією штатів Нью-Йорк, Массачусетс і Вермонт. Середньорічний стік 24 м³/с.
Водозбірний басейн річки формується притоками і струмками, які походять із гірських пасом Беркширів Массачусетсу, Зелених гір Вермонту та Таконіку, що простягається як у цих штатах, так і в штаті Нью-Йорк.

## Траєкторія

### У штаті Массачусетс

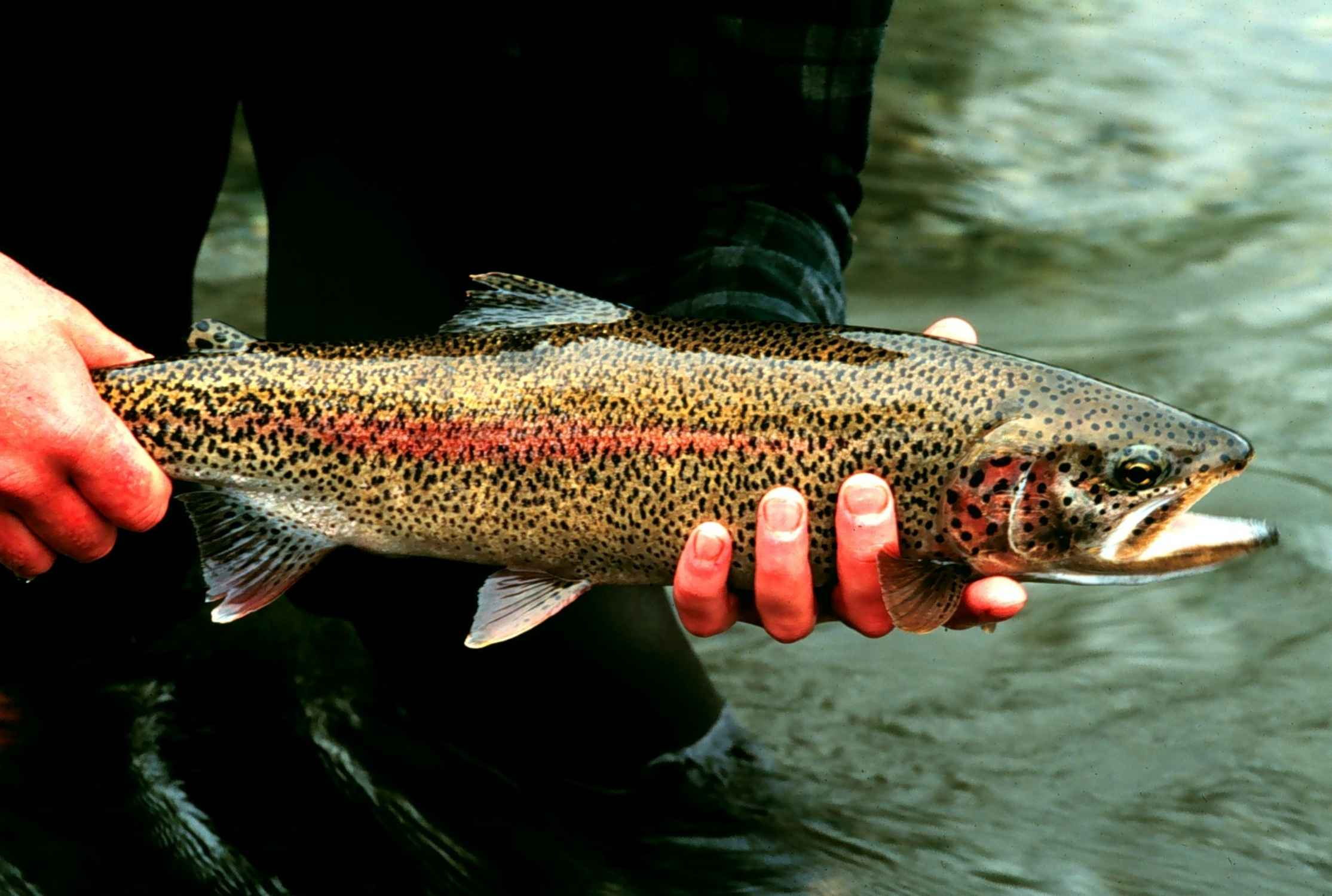
Типова доросла особина райдужної форелі

Основний витік річки розташований на західному схилі гори Північна (англ. North Mountain), у місці проходження двох розмічених стежин знаменитого маршруту Аппалачська стежка (англ. Appalachian National Scenic Trail) для пішохідного туризму у північноамериканській гірській системі Аппалачі. У верхів'ї, зазвичай, пересихає влітку, але після проходження через декілька невеликих природних водойм, які акумулюють запаси води, водостік залишається порівняно стабільним протягом року. Оминувши гору, русло проходить по дну штучного Чеширського водосховища у окрузі Беркшир, та виходить із нього поблизу містечка Чешир. Координати місця витоку та довжину річки обчислюють саме від цього місця.
До містечка Адамс русло петляє по гірських долинах, змінюючи напрямок, і, окрім весни, може здатися, що воно зовсім губиться поміж камінням, валунами та галькою, і знайти його можна тільки по автошляхах чи залізниці, які проходять поряд. По дорозі до Адамса, протікаючи через долини, що лежать на північ від Чешира, течія поповнюються водами розгалуженого водозбору із доволі густої мережі невеликих приток та струмків, де можна відшукати мальовничі перекати, пороги, брояки, що утворюють буруни та невеликі водограї, які так приваблюють туристів і форель.
Безпосередньо перед Адамсом розташований каскад перекатів, стрімчаків та утворених річковими нанесеннями і відкладеннями мілин, після чого течія входить у розширене, вирівняне та очищене від берегової рослинності русло, обнесене протипаводковими стінками. У місті три перекати дві греблі із пішохідними переходами та декілька мостів із протипаводковим захистом. По виході із Адамса кар'єр, збагачувальний та свинцеплавильний завод із станцією очищення стічних вод, які після очищення спускаються в річку. За межами міста течія річки знову входить у звичне вузьке русло, береги якого облямовані чагарниками, і, яке, після поселення Зилоніт, петляє далі на північ, прямуючи до Норт-Адамса.
На підході до Норт-Адамса русло знову з обох боків оточують протипаводкові насипи та високі набережні. У центрі міста річка різко повертає на захід і, практично одразу ж за поворотом, зливається із правою притокою Норт-Бренч-Гузік. У місці злиття на сформованому обома руслами півострові у відреставрованих будівлях колишнього конденсаторного заводу «Sprague Electric» розташувались театр Норт-Адамса та Массачусетський музей сучасного мистецтва. Зовсім поруч, нижче за течією, побудована переливна дамба, яка, як здається, не дає водам обох річок змішатися, і є двома дамбами, розділеними довгою поздовжньою стіною.
Після дамби, по виході за межі міста, закінчуються міські набережні і течія знову входить у облямоване рослинністю природне русло, яке повертає на південний захід. На майже кілометровій ділянці русла довгі затяжні стрімчаки, які приваблюють форель, і чергуються із невеликими плесами із порівняно повільнішою течією.
Одразу ж за залізничним мостом дві переливні греблі, між якими річку перетинає міст автомобільної траси «Massachusetts Route » («Mohawk Trail»). Далі річка робить вигин майже прямокутної форми, формуючи невеликий «півострів», на якому, та перед яким, розташовані апартаменти для малозабезпечених громадян Брайтонвіль Хіллс. Перед аеропортом Норт-Адамса ще одна переливна дамба, після чого, не доходячи до Уільямстауна, русло Гузіка плавно змінює напрямок на північний захід, «розходячись» із автодорогою , і далі, разом із автодорогою , входить на територію штату Вермонт.

### У штаті Вермонт
Одразу ж після перетину межі штату річка потрапляє на територію угідь заповідного Національного лісу Зелених гір. Далі по території Вермонту річка прямує практично на північний захід, «петляючи» поряд чи поблизу із автодорогою , яка біля станції швидкої допомоги перед поселенням Павнал повертає на північ та, далі, на північний схід, прямуючи до цього поселення. Річка ж продовжує свій шлях паралельно із автодорогою , і, проходячи через Норт-Павнал, прямує до межі штату Нью-Йорк.

### У штаті Нью-Йорк

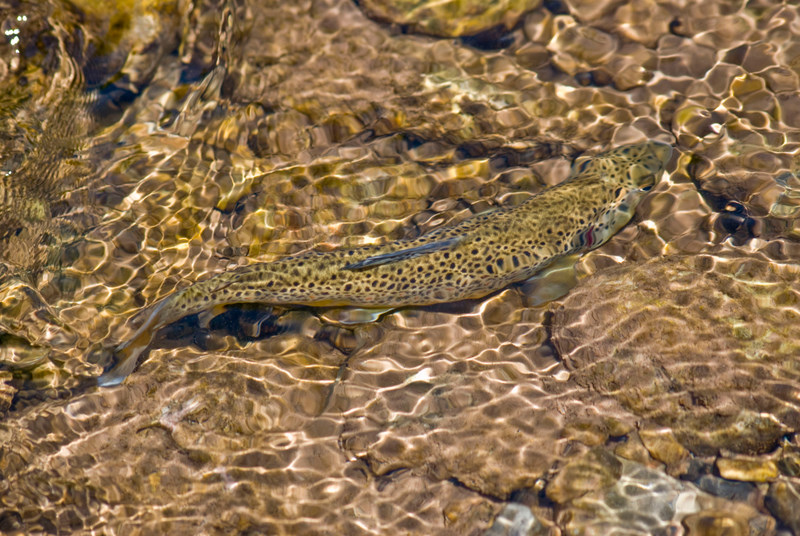
«Коричнева» струмкова форель на фоні дна

На межі штату розташовано міст, де автодорога  перетинає річку, яка повертає на північ і майже кілометр протікає по межі штату, після чого повертає на територію штату Нью-Йорк. Одразу ж після повороту русло, петляючи та змінюючи напрямки, прямує до Норт-Петербурга. Безпосередньо перед Норт-Петербургом в Гузік впадає ліва притока Літтл Гузік, яка протікає через Петербург, розташований нижче за її течією. Після Норт-Петербурга Гузік прямує до містечка Гузік-Фолс (англ. Hoosick Falls), оминаючи із заходу поселення Гузік. Річка підходить до Гузік-Фолс у місці розташування виробничого корпусу американського представництва транснаціональної французької компанії з виробництва пластмасових виробів Сен-Гобен, повертає на захід, після чого повертає на північ. Оминаючи містечко, русло робить петлю, повертаючи на південний схід, і не входить у міську зону. По його правому берегу проходить тільки міська набережна. Береги на цій ділянці розширені та очищені, проте протипаводкова стіна розташована тільки на невеликій північній ділянці петлі, і то, тільки з боку міської набережної.
Перед крутим поворотом напрямку русла з південного сходу на північний захід міська набережна «перескакує» з правого на лівий берег. По виході із міста на місці природних водоспадів споруджено греблю з гідроелектростанцією, панелями сонячних батарей та підстанцією розподілення електроенергії «Север-Плант». Водосховище гідроелектростанції має обвідний канал із шлюзами, який побудований попри відсутності судноплавства на цій ділянці річки, і називається «Зеленою Лінією» (англ. Green Line), та призначений для регулювання водостоку і міграції форелі до місць нересту та проживання. Окрім цього, до комплексу входить система водоочищення.

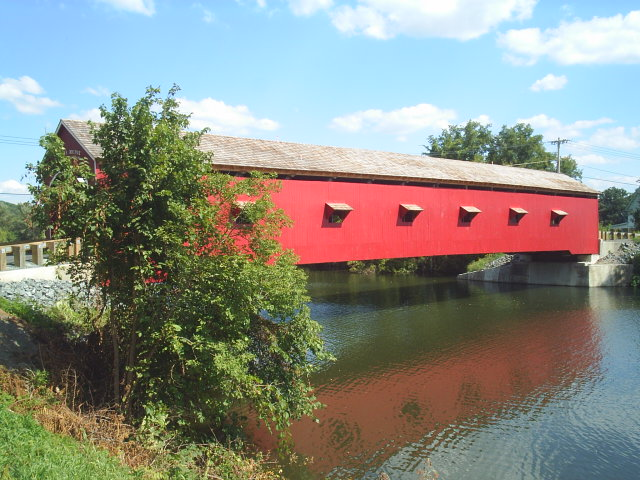
Критий Баскеркський міст

Далі річка протікає на північний захід по території округу Ренсселер та, дійшовши до його північного межі, повертає на захід і певний час протікає по ньому через поселення Іґл-Брідж та знаменитий критий міст Баскерк-Брідж, що біля поселення Баскерк, після чого полишає межу і повертає на південний захід до Джонсонвілла. Перед Джонсонвіллем переливна гребля із електростанцією, підстанцією та рибопропускними спорудами. Після Джонсонвілла каскад живописних перекатів, стрімчаків, плес, банок, які закінчуються водоспадом у поселенні Веллі-Фолс, на якому побудована гребля із електростанцією та рибопропускними спорудами. До містечка та села Скатікок каскад водоспадів, порогів та перекатів. У селі Скатікок побудована гребля із електростанцією, шлюзами для рибопропускання та регулювання водостоку. Після комплексу споруд «лабіринт» рукавів, проток, басейнів, які переходять у перекати, пороги та стрімчаки. По завершенні лабіринту русло повертає то на південь, то на захід, після чого прямує на північ і, не доходячи до містечка Стілуотер, що на Гудзоні, повертає на південний захід, та прямує паралельно до шлюзового судноплавного обвідного каналу, і впадає у Гудзон на виході із каналу перед островом Ґрін-Айленд.

## Фауна сточища
Річка Гузік та її притоки історично багаті рибою, харчовими об'єктами (тваринами, комахами, їх личинками і рослинами), якими живиться риба, і тваринами, які, в свою чергу, живляться рибою. 
Основним видом риб сточища Гузік є декілька видів форелі, серед яких місцевий різновид палії америкнської із червоними плямами на боках. Через його чутливість до забруднень води і довкілля, особливо, до підвищення температури води, популяція даних різновидів скорочується. З огляду на це, починають зростати популяції менш вибагливих до «високих» температур таких різновидів форелі як райдужна та струмкова (коричнева). Ареали поширення палії обмежуються кам'янистими і холоднішими верхів’ями Гузіка і його приток, в той час, як коричнева та райдужна займають більш повноводні та порівняно тепліші середню і нижню течію. Тепліші води нижньої течії є домівкою таких хижаків, як щука, окунь річковий та окунь смугастий. 
Береги річки та приток, банки та сама річка є домівкою бобрів та видр, а також, великих блакитних чапель, американських зелених чапель, декількох видів качок і символу США – білоголових орланів.

## Притоки

### У штаті Массачусетс
| - Кітчен Брук - Пенніман Брук - Нотч Брук - Пауль Брук - Ґрін - Вест Бренч Ґрін (л.) - Іст Бренч Ґрін (пр.) - Хаппер Брук - Хемлок Брук - Форд-Ґлен Брук - Бірч Брук | - Макдональд Брук - Саут Брук - Пікс Брук - Саутвік Брук - Чисбро Брук - Баверман Крик - Філіпс Крик - Норт-Бренч Гузік - Ґудріч Брук (л.) - Крейзі Джон Стрім(пр.) - Самнер Брук - Браун Брук - Роарінґ Брук - Хадсон Брук - Беар Свам Брук - Броад Брук |

### У штаті Вермонт
Попри те, що протяжність русла річки Гузік у штаті Вермонт порівняно невелика, її води живляться густою і розгалуженою мережею невеликих гірських приток та струмків. Найбільшою із приток є права притока Ладд-Брук.

### У штаті Нью-Йорк
| - Літтл Гузік - Ділл Крик (л.) - Кендал Понд Брук - Ред Понд Брук - Кронк Брук (пр.) - Браун Брук - Ґрінес Брук - Ковдри Брук - Дейфут Брук - Кейс Брук - Ніпмус Брук - Томхеннок Крик | - Браунс Брук - Вуд Брук - Валумсек - Джеветт Брук (л.) - Саут Стрім (пр.) - Барні Брук - Роарінґ Бренч Валумсек Брук - Фарнес Брук - Паран Крик - Ґолд Спринґ Брук - Оул Кілл - Сента Вайт Крик - Уіппл Брук - Вампекок Крик |